# Borovice (Libníkovice)
Borovice (německy Borowitz) je malá vesnice, část obce Libníkovice v okrese Hradec Králové. Nachází se asi 1 km na západ od Libníkovic. V roce 2009 zde bylo evidováno 16 adres. V roce 2001 zde trvale žilo 20 obyvatel.
Borovice leží v katastrálním území Libníkovice o výměře 3,21 km2.

## Galerie

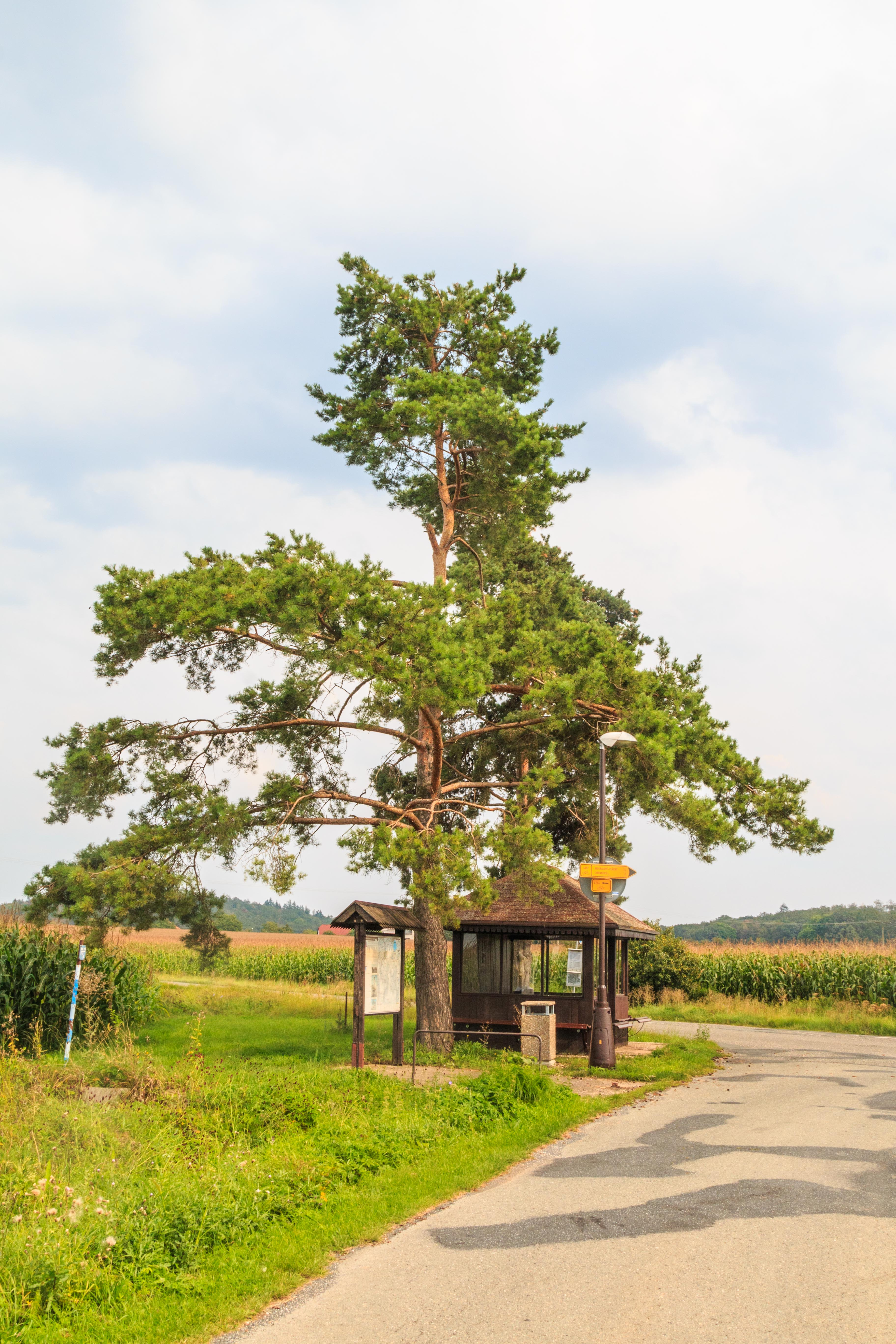
Borovice u Libníkovic - autobusová čekárna
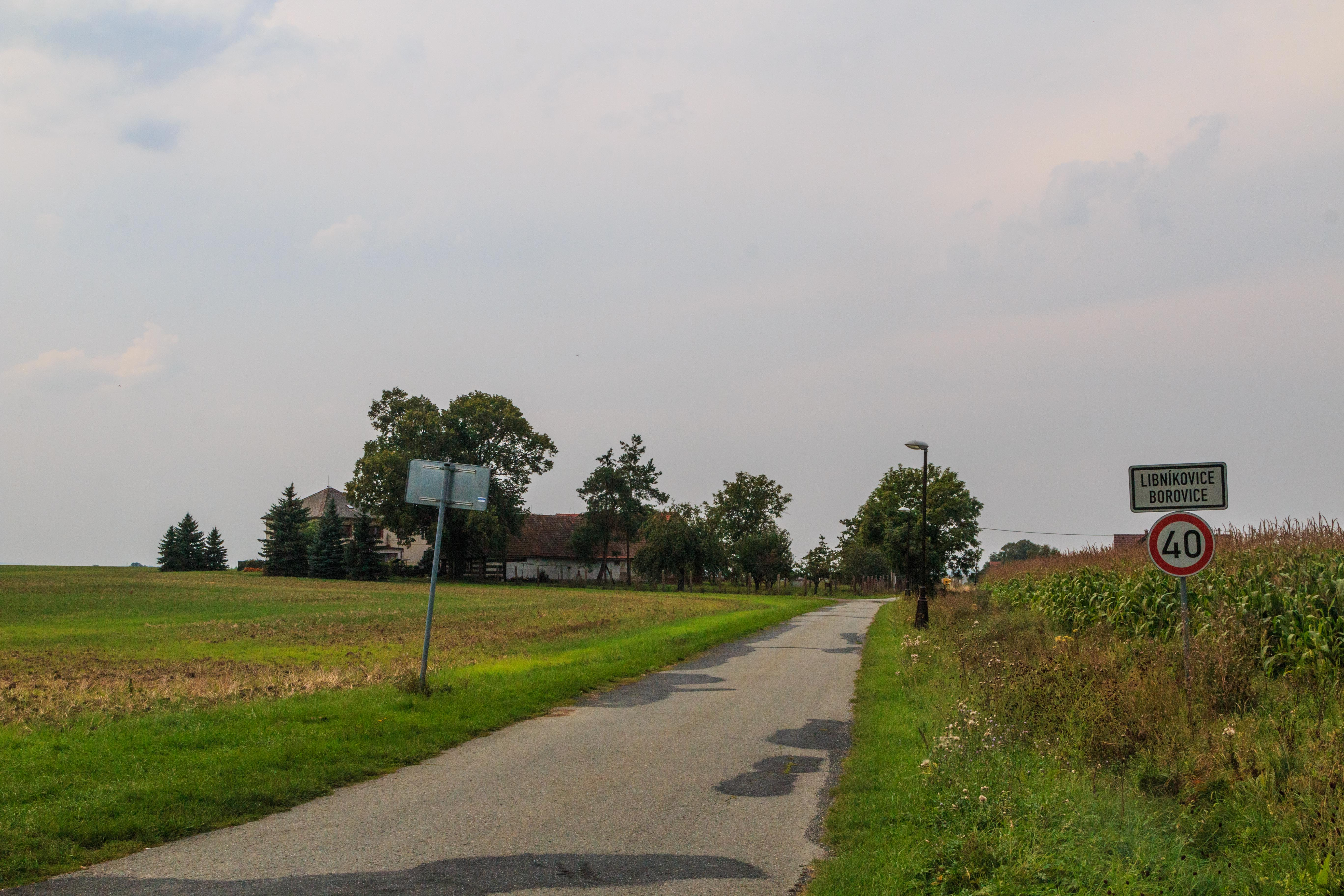
Borovice u Libníkovic - dům čp. 11
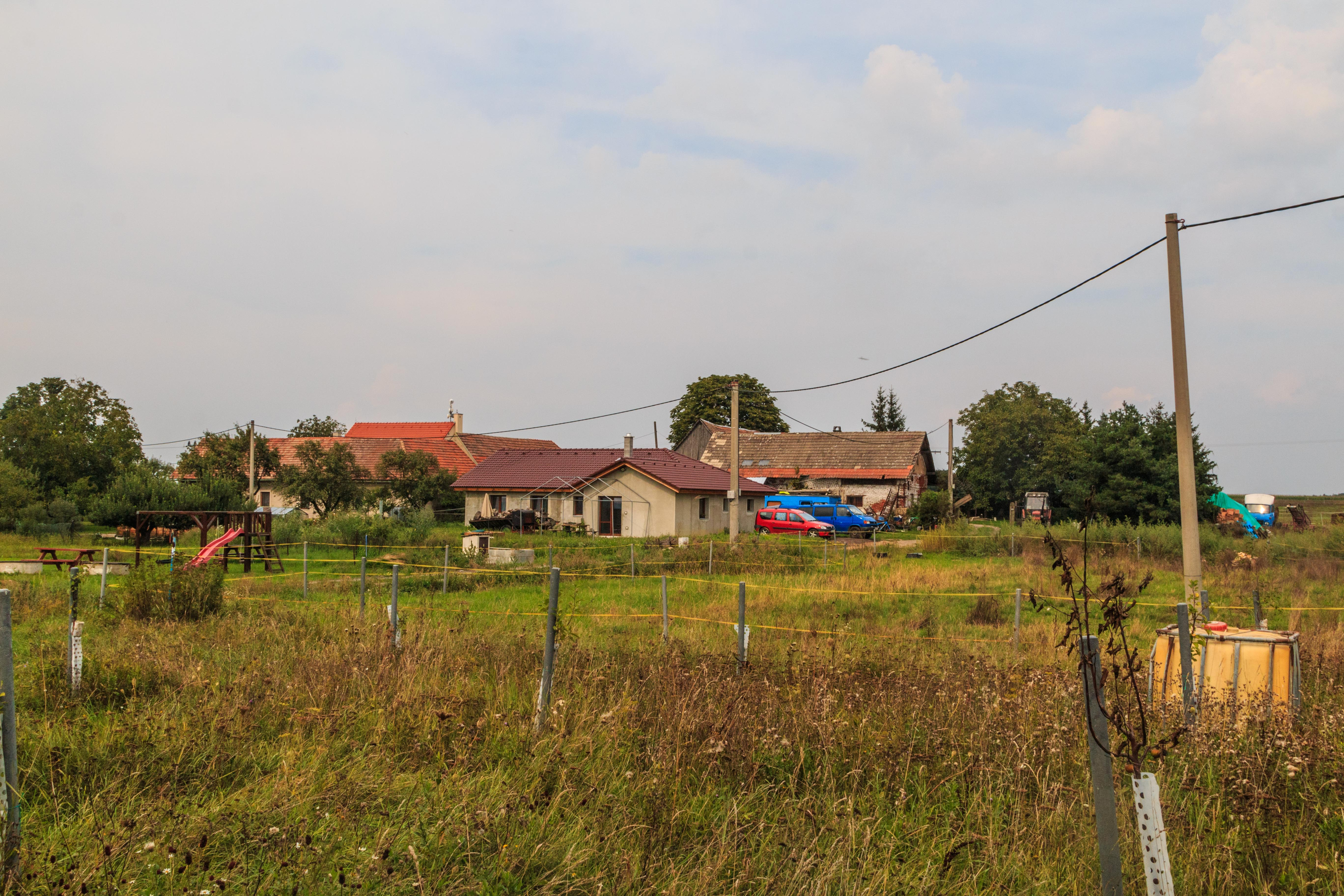
Borovice u Libníkovic - dům čp. 3
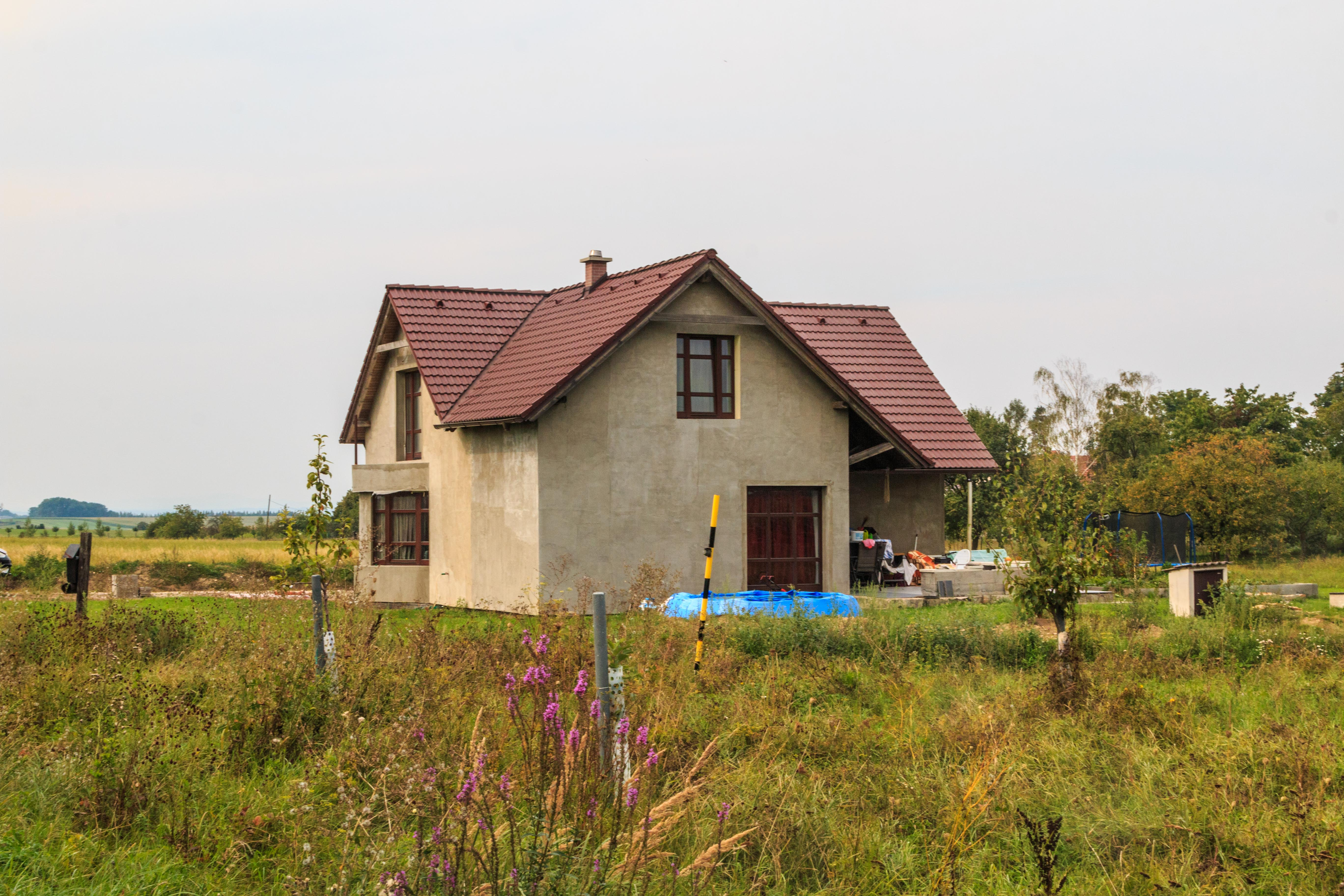
Borovice u Libníkovic - novostavba
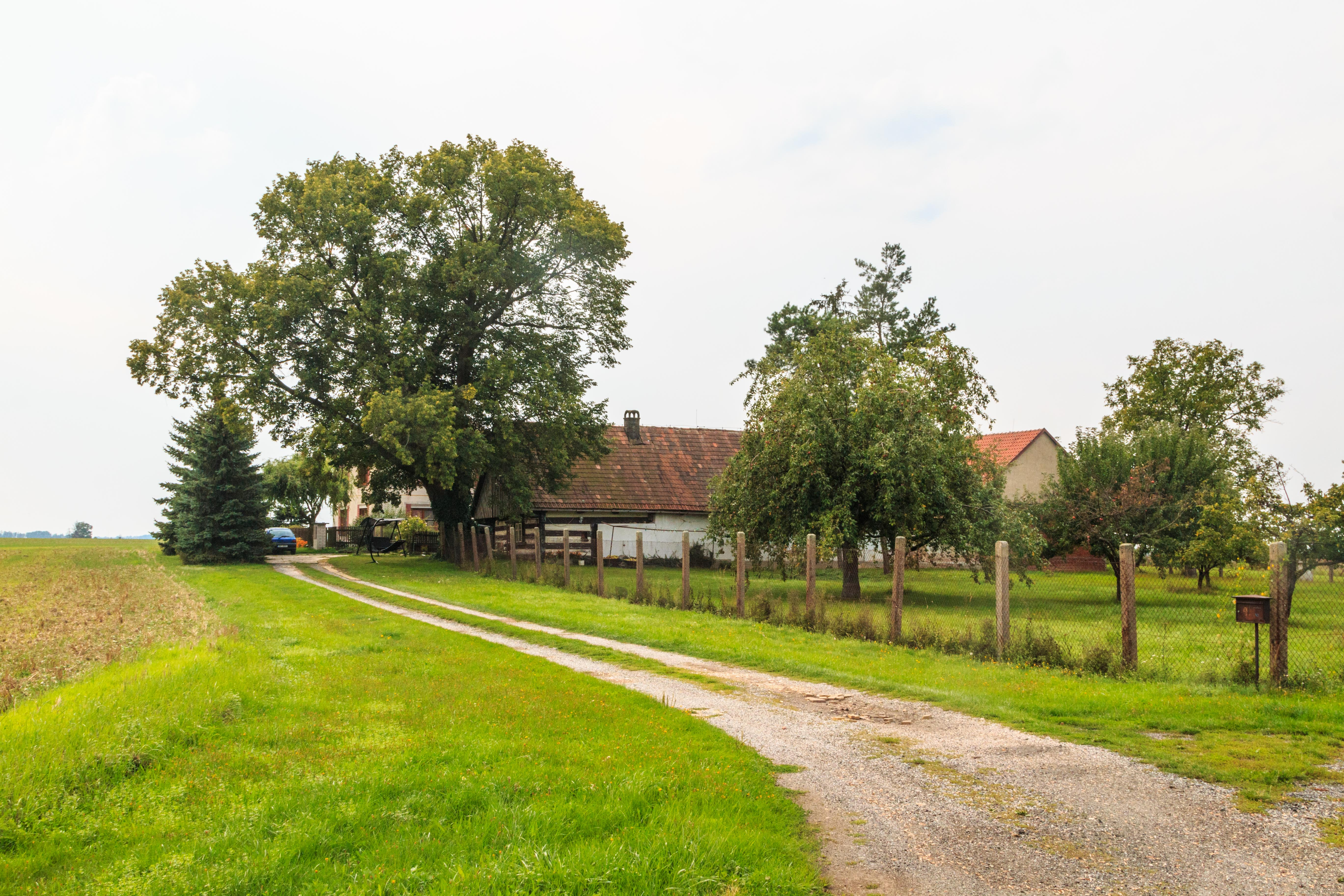
Borovice u Libníkovic - dům čp. 7